# So Seductive
"So Seductive" é um single do álbum de estreia de Tony Yayo, Thoughts of a Predicate Felon, lançado em 2005 com parceria de G-Unit Records. Contou com a participação especial de 50 Cent, que cantava no estilo hardcore hip hop. Na primeira semana, ocupou a 48ª posição no Billboard Hot 100.
A canção teve uma boa recepção principalmente no Reino Unido e nos Estados Unidos da América, onde ocupou a sétima posição na parada musical Hot R&B/Hip-Hop Songs.

## Paradas musicais
| Chart (2005)                         | Melhor posição |
| ------------------------------------ | -------------- |
| UK Singles Chart                     | 28             |
| U.S. Billboard Hot 100               | 48             |
| U.S. Billboard Hot R&B/Hip-Hop Songs | 7              |
| U.S. Billboard Hot Rap Tracks        | 12             |
| U.S. Billboard Pop 100               | 62             |